# Senzomotorika
Senzomotorika (z lat. sensus, smysl a motor, jsem pohybován) znamená souhru smyslových orgánů, respektive jejich vjemů, a tělesného pohybu u živých organismů. Činnosti a jevy, na nichž se smyslové a motorické schopnosti bezprostředně a nerozdělitelně podílejí, se nazývají senzomotorické.

## Význam
Smyslové a pohybové orgány obvykle pracují v těsné vzájemné koordinaci: smyslový vjem může být podnětem k pohybu, pohyb bývá řízen na základě smyslových vjemů a člověk jej zpětně vnímá prostřednictvím proprioreceptorů (kinestéze). O senzomotorice se mluví tam, kde toto propojení může probíhat bez účasti vědomí – například při reflexních a naučených pohybech. Pro většinu živočichů a zejména pro člověka, který se běžně pohybuje po dvou, má velký význam už samo udržování polohy a rovnováhy. Přitom i sezení a stání je u člověka výsledek poměrně dlouhého učení. Při špatném držení těla a nezdravém způsobu života se některé svaly trvale a přitom nevědomky přetěžují, takže člověk pak trpí různými bolestmi zad a podobně. Poruchy tohoto druhu se dají léčit pohybovou terapií, například senzomotorickou stimulací, při níž si organismus vytváří lepší souhru mezi vjemy a pohyby.